# Горажде
 Тази статия е за града в Босна и Херцеговина.  За общината вижте Горажде (община).  
Горажде (на босненски: Goražde) е град в източна Босна и Херцеговина, административен център на Босненско-подринския кантон на Федерация Босна и Херцеговина. Населението му е около 12 500 души (2013).
Разположен е на 345 метра надморска височина в Динарските планини, на левия бряг на река Дрина и на 52 километра югоизточно от Сараево. Селището е известно от 1379 година и през следващите столетия е местен търговски център при пресичането на пътищата от Дубровник и Сараево към вътрешността на Балканския полуостров. По време на Босненската война през 1992 – 1995 година Горажде е сред няколкото мюсюлмански анклава източно от Сараево, като градът е обсаден от сърбите в продължение на три години и половина, но не е превзет и не претърпява кланета, като тези в близката Сребреница.

## Известни личности
Родени в Горажде
- Мирослав Радович (р. 1984), футболист
- Исак Самоковлия (1889 – 1955), писател